# Orme (torrent)
Pour les articles homonymes, voir Orme (homonymie).
L'Orme (du grec Ormos) est un petit torrent, affluent toscan du fleuve Arno, qui coule en province de Florence.
Il se jette dans l'Arno dans les zones habitées d'Empoli et de son frazione Pontorme et son parcours passe par  la commune de Montespertoli.

## Sources
- (it) Cet article est partiellement ou en totalité issu de l’article de Wikipédia en italien intitulé « Orme (fiume) » (voir la liste des auteurs).